# Stuff Smith
Stuff Smith, (Portsmouth, 1909. augusztus 14. – München, 1967. szeptember 25.) amerikai dzsesszhegedűs.

## Pályafutása
Stuff Smith és apja segítségével kezdett hegedűt tanulni. Smith Louis Armstrongot említette a fő befolyásolójaként és inspirálójaként a dzsesszben. Az 1920-as években Texasban Alphonse Trent bandájának tagja lett. New Yorkba költözése után 1935-től rendszeresen fellépett az Onyx Clubban szextettjével Coleman Hawkinsszal, Charlie Parkerrel, Dizzy Gillespie-vel, majd Sun Ra-val is.
1936-ban a Vocalionnál, 1937-ben a Deccanál és 1939–1940 között a Varsitynél készített lemezfelvételeket. Számos számban szerepel a Nat King Cole Trio albumon (After Midnight).
Smith fellépésének egy része az első szabadtéri dzsesszfesztiválon, az 1938-as karneválon a Randall-szigeten váratlanul felbukkant William Savory hangmérnök lemezein, amelyeket akkoriban saját maga rögzített a rádióból. Néhány filmhíradós felvétel fennmaradt erről a fesztiválról, de úgy tűnt, hogy semmi hanganyag sem maradt fenn. A lemezek 2012-ben előkerültek és Loren Schoenberg, a National Jazz Museum in Harlem igazgatója megvásárolta őket.
Smith kritikus volt a bebop mozgalommal szemben, bár saját stílusa átmenetet jelentett a swing és a bebop között. Ő volt az első hegedűművész, aki elektromos erősítést alkalmazott hegedűn. Ő volt az egyik írója az It's Wonderful (1937) című dalnak, amelyet pályafutása során gyakran előadott Louis Armstrong és Ella Fitzgerald is.
Smith 1965-ben Koppenhágába költözött, aktívan fellépett Európában. 1967-ben Münchenben halt meg. Stuff Smith egyike annak az 57 dzsesszzenésznek, akiket az 1958-as „A Great Day in Harlem” című híres fotón szerepel.

## Albumok
- Stuff Smith (1957)
- Dizzy Gillespie and Stuff Smith (1957)
- Have Violin, Will Swing (1958)
- Sweet Swingin' Stuff (1959)
- Cat on a Hot Fiddle (1960)
- Herb Ellis & Stuff Smith Together! (1963)
- Stuff and Steff with Stéphane Grappelli (1966)
- Violin Summit with Stéphane Grappelli, Svend Asmussen, Jean-Luc Ponty, (SABA, 1967)
- Black Violin (1972)
- Violins No End with Stéphane Grappelli (1984)
- The 1943 Trio (1988)
- Live at the Montmartre (1988)
- Live in Paris (France's Concert, 1965/1988)
- Hot Violins with Svend Asmussen, Kenny Drew Trio, Poul Olsen (1991)
- Stuff Smith – 1939-1944 compilation (1999)
- Late Woman Blues with Henri Chaix Trio (2001)
- The Complete 1944 Rosenkrantz Apartment Transcription Duets (2002)
- 1944-46: Studio, Broadcast, Concert & Apartment Performances (2002)
- 1944 & 1945 Performances (2004)
- Swingin' Stuff (2005)
- Five Fine Violins: Celebrating 100 Years (2010)
- 1937 (2010)

## Zenekarvezető

### Ella Fitzgerald
- Ella Fitzgerald Sings the Duke Ellington Songbook Volume One (1975)
- The Duke Ellington Songbook, Volume Two: The Small Group Sessions (1982)

### Dizzy Gillespie
- Dee Gee Days: The Savoy Sessions (1976)
- Dizzy Gillespie (1952)
- The Champ (1956)
- School Days (1957)

### Sun Ra
- Deep Purple (1973)
- Dreams Come True (1973)
- Sound Sun Pleasure!! (1991)

### Másokkal
- Nat King Cole, After Midnight (1956)
- Roy Eldridge, Count Basie Orchestra, Americans in Sweden (1983)
- Earl Hines, Hine's Tunes (France's Concert, 1987)
- Gene Krupa, Charlie Ventura, Town Hall Concert Vol. 2 (1974)
- Carmen McRae, Live (1976)
- Red Nichols, Live (1976)
- Ben Webster: Ben and the Boys (1976)

## Fordítás
Ez a szócikk részben vagy egészben  a   Stuff Smith című angol Wikipédia-szócikk ezen változatának fordításán alapul.  Az eredeti cikk szerkesztőit annak laptörténete sorolja fel. Ez a jelzés csupán a megfogalmazás eredetét és a szerzői jogokat jelzi, nem szolgál a cikkben szereplő információk forrásmegjelöléseként.